# Pete Buttigieg
Uredi kodo
Peter Paul Montgomery Buttigieg ( /ˈ b uː t ɪ dʒ ə dʒ / ⓘ Bu-tič-ič  rojen 19. januarja 1982) je ameriški politik in nekdanji mornariški častnik, ki je bil od leta 2021 do 2025 19. minister za promet Združenih držav Amerike. Kot član Demokratske stranke je bil pred tem od leta 2012 do 2020 32. župan mesta South Bend v Indiani, zaradi česar si je prislužil vzdevek "župan Pete".
Buttigieg je diplomiral na Harvard Collegeu in Univerzi v Oxfordu, slednjo je obiskoval s štipendijo Rhodes. Leta 2007 je začel tri leta delati v podjetju za svetovanje managementu McKinsey & Company. Od leta 2009 do 2017 je bil obveščevalni častnik v rezervnih silah ameriške mornarice, kjer je dosegel čin poročnika. Leta 2014 je bil mobiliziran in za sedem mesecev napoten na vojno v Afganistanu. Preden je bil leta 2011 izvoljen za župana South Benda, je Buttigieg sodeloval pri političnih kampanjah demokratov Jill Long Thompson, Joeja Donnellyja in Johna Kerryja, leta 2010 pa je neuspešno kandidiral kot demokratski kandidat za blagajnika zvezne države Indiana. Med županovanjem South Benda je Buttigieg leta 2015 razkril svojo homoseksualnost. Junija 2018 se je poročil s Chastenom Glezmanom, učiteljem in pisateljem. Buttigieg se je zavrnil za tretji mandat kot župan.
Buttigieg je kandidiral na predsedniških primarnih volitvah Demokratske stranke leta 2020, svojo kampanjo za predsedniške volitve leta 2020 pa je začel 14. aprila 2019. Postal je prvi odkrito gej moški, ki je začel demokratsko predsedniško kampanjo.  Kljub začetno nizkim pričakovanjem je sredi leta 2019 pridobil pomemben zagon, ko je sodeloval na več srečanjih v mestni hiši in televizijskih debatah. Buttigieg je tesno zmagal na volilnem zborovanju v Iowi in se na primarnih volitvah v New Hampshiru uvrstil na tesno drugo mesto.    Z zmago v Iowi je postal prvi odkrito gej kandidat, ki je zmagal na predsedniških primarnih volitvah ali volilnem zborovanju. Buttigieg je 1. marca 2020 odstopil od tekme in naslednji dan podprl Joeja Bidna .
Novoizvoljeni predsednik Biden je decembra 2020 imenoval Buttigiega za svojega kandidata za ministra za promet. Njegova nominacija je bila potrjena 2. februarja 2021 z 86 glasovi za in 13 proti, s čimer je postal prvi odkrito homoseksualni minister kabineta v zgodovini ZDA.  Nominiran pri 38 letih je bil tudi najmlajši član kabineta v Bidenovi administraciji in najmlajša oseba, ki je kdajkoli opravljala funkcijo ministra za promet. Poročila v medijih so Buttigiega omenjala kot možnega podpredsedniškega kandidata Kamale Harris na začetku njene predsedniške kampanje leta 2024,   čeprav na koncu ni bil izbran. 

### Zgodnja leta in kariera
Pete Buttigieg se je rodil 19. januarja 1982 v South Bendu v Indiani Jennifer "Anne" Montgomery in Josephu Anthonyju Buttigiegu II.     Je edinec. Njegova starša sta se spoznala in poročila, ko sta bila zaposlena kot profesorja na Državni univerzi Nove Mehike.  Njegov oče se je rodil v Hamrunu na Malti in se je izselil v Združene države Amerike, da bi doktoriral.   Buttigiegov oče se je podal na kariero profesorja angleščine na Univerzi Notre Dame blizu South Benda.   Tudi Buttigiegova mati je 29 let poučevala na Univerzi Notre Dame.  Njegov oče, prevajalec Zaporniških zvezkov marksističnega filozofa Antonia Gramscija in urednik tridelne angleške izdaje, je vplival na sinovo odločitev za študij književnosti na fakulteti. 

### Izobrazba
Buttigieg je bil odličnjak leta 2000 na Srednji šoli Sv. Jožefa  v South Bendu.   Istega leta je osvojil prvo nagrado na natečaju za esej Profili poguma, ki ga je organizirala predsedniška knjižnica in muzej Johna F. Kennedyja. Odpotoval je v Boston, kjer je prevzel nagrado in se srečal s Caroline Kennedy ter drugimi člani družine Kennedy. Tema njegovega eseja je bila celovitost in politični pogum takratnega ameriškega predstavnika Bernieja Sandersa iz Vermonta, enega od le dveh neodvisnih politikov v kongresu.   
Leta 2000 je bil Buttigieg eden od dveh študentov, izbranih za delegata iz Indiane v programu za mladino ameriškega senata,  letnem tekmovanju za štipendije, ki ga skupaj sponzorirata ameriški senat in fundacija Hearst.  V zadnjem letniku srednje šole je bil Buttigieg imenovan za najboljšega dijaka šole, izvoljen za predsednika zadnjega letnika in izbran za najverjetnejšega kandidata za predsednika ZDA. 
Po končani srednji šoli je Buttigieg obiskoval Harvard College, kjer je študiral zgodovino in književnost.  Postal je predsednik Študentskega svetovalnega odbora Harvardskega inštituta za politiko in sodeloval pri letni študiji inštituta o stališčih mladih do politike.   Njegova dodiplomska naloga, The Quiet American's Errand into the Wilderness (Potovanje tihega Američana v divjino), je preučevala vpliv puritanizma na ameriško zunanjo politiko, kot se odraža v romanu Grahama Greena Tihi Američan.   Leta 2004 je z odliko diplomiral na Harvardu in bil izvoljen za člana Phi Beta Kappa.  
Buttigieg je prejel Rhodesovo štipendijo za študij na Univerzi v Oxfordu.   Leta 2007 je po študiju na Pembroke Collegeu v Oxfordu z odliko diplomiral iz filozofije, politologije in ekonomije.     V Oxfordu je bil urednik revije Oxford International Review  ter soustanovitelj  in član projekta Democratic Renaissance Project, neformalne debatne in diskusijske skupine približno dvanajstih oxfordskih študentov.  

### Profesionalna kariera
Pred diplomo je bil Buttigieg preiskovalni pripravnik pri WMAQ-TV, čikaški podružnici NBC News.  Pripravništvo je opravljal tudi pri demokratki Jill Long Thompson med njeno neuspešno kandidaturo za kongres leta 2002. 

Po končanem študiju je Buttigieg leta 2004 več mesecev sodeloval pri predsedniški kampanji Johna Kerryja lkot specialist za politiko in raziskave v Arizoni in Novi Mehiki.   Med 2004 in 2005 je bil Buttigieg direktor konferenc skupine Cohen.  Leta 2006 je pomagal Joeju Donnellyju pri uspešni kongresni kampanji za kongres 
Po diplomi na Oxfordski univerzi je Buttigieg leta 2007 postal svetovalec v čikaški pisarni podjetja McKinsey & Company,   kjer je tri leta delal na področju energetike, maloprodaje, gospodarskega razvoja in logistike.   Med njegovimi strankami pri McKinseyju so bili zavarovalnica za zdravje Blue Cross Blue Shield iz Michigana ; prodajalec elektronike Best Buy ; kanadska veriga supermarketov Loblaws ; dve neprofitni okoljevarstveni skupini, Svet za obrambo naravnih virov in Fundacija za energijo; ter več ameriških vladnih agencij, Agencija za varstvo okolja (EPA), Ministrstvo za energijo, Ministrstvo za obrambo in Pošta ZDA.   Leta 2008 si je vzel dopust, da bi postal direktor raziskav za neuspešno kampanjo Jill Long Thompson za guvernerko Indiane.    Njegovo delo pri McKinseyju je vključevalo potovanja v Irak in Afganistan, o katerih redko govori.  Buttigieg je leta 2010 zapustil McKinsey, da bi se lahko v celoti posvetil svoji kampanji za državnega blagajnika Indiane. 
Buttigieg sodeluje s Trumanovim projektom nacionalne varnosti od leta 2005 in je sodelavec s strokovnim znanjem iz Afganistana in Pakistana.  Leta 2014 je bil imenovan v svetovalni odbor organizacije.  

### Vojaška služba
Buttigieg se je pridružil rezervni enoti ameriške mornarice prek programa za neposredne častnike (DCO) in septembra 2009 prisegel kot praporščak v pomorski obveščevalni službi.  Med svojim županskim mandatom si je vzel sedemmesečni dopust, da bi se leta 2014 napotil v Afganistan.     Medtem ko je bil tam, je bil Buttigieg del enote, dodeljene za odkrivanje in prekinjanje mrež financiranja terorizma. Del tega je opravljal na letalski bazi Bagram, bil pa je tudi oborožen voznik za svojega poveljnika na več kot 100 vožnjah v Kabul, kjer je bil zadolžen za opazovanje zased in eksplozivnih naprav ob cestah ter zagotavljanje varovanja vozila. Buttigieg je to vlogo v šali poimenoval "vojaški Uber ".  Med napotitvijo v Afganistanu je bil Buttigieg dodeljen tudi afganistanski celici za financiranje groženj, protiteroristični enoti, ki je ciljala na financiranje talibanskega upora.   Buttigieg je bil odlikovan z medaljo za pohvalo skupnih služb,  leta 2017 pa je zapustil rezervo ameriške mornarice.   

### Volitve za blagajnika zvezne države Indiana
Buttigieg je bil leta 2010 demokratski kandidat za državnega blagajnika Indiane. Prejel je 37,5 odstotka glasov in izgubil proti republikanskemu senatorju Richardu Mourdocku.   Velik del Buttigiegove kampanje se je osredotočil na kritiziranje Mourdocka, ker je vlagal državne pokojninske sklade v Chryslerjeve junk obveznice, kar je imelo za posledico tožbo proti stečaju in prestrukturanju Chryslerja, s posledico, kot je Buttigieg trdil, da so ogrožena delovna mesta v Chryslerju v zvezni državi Indiana.   

### Župan South Benda

#### Prvi mandat
Buttigieg je leta 2011 kandidiral za demokratsko nominacijo za župana South Benda. V oddaji PBS Michiana–WNIT je izrazil željo po ponovnem vzponu South Benda, zlasti kar se novih delovnih mest in izobraževanja tiče.  Buttigieg se je zavzemal tudi za druga vprašanja, kot so iskanje mednarodnih naložb,  večja prisotnost policije in drugih varnostnih strokovnjakov  ter izboljšanje mestnih storitev.  Buttigieg je 3. maja 2011 zmagal na primarnih volitvah proti štirim nasprotnikom in prejel 7663 glasov.  Buttigiega so izvolili za župana South Benda na splošnih volitvah novembra 2011 z 10.991 od 14.883 oddanih glasov, to je z 74 odstotki vseh glasov.   Buttigieg je funkcijo prevzel januarja 2012 pri 29 letih in postal drugi najmlajši župan v zgodovini South Benda  ter takrat najmlajši župan ameriškega mesta z več kot 100.000 prebivalci. 
Potem ko je zvezna preiskava ugotovila, da je policija South Benda nezakonito posnela telefonske klice več policistov, je Buttigieg leta 2012 degradiral policijskega načelnika Darryla Boykinsa.   Buttigieg je odpustil tudi direktorja za komunikacije oddelka, ki je sicer posnetke odkril, vendar je na Boykinsov ukaz še naprej snemal telefonski pogovor.  Direktor za komunikacije policije je trdil, da so posnetki zajeli štiri višje policiste, ki so dajali rasistične pripombe in razpravljali o nezakonitih dejanjih.  
Buttigieg je zapisal, da je svojo "prvo resno napako kot župan" storil kmalu po nastopu funkcije leta 2012, ko se je odločil zahtevati Boykinsov odstop. Boykins je s podporo podpornikov in pravnega svetovalca zahteval ponovno zaposlitev. Ko je Buttigieg njegovo zahtevo zavrnil, je Boykins kot prvi afroameriški šef policije v mestu tožil mesto zaradi rasne diskriminacije,  pri čemer je trdil, da je politika snemanja obstajala tudi pod prejšnjimi šefi policije, ki so bili belci.  Buttigieg je tožbe, ki so jih vložili Boykins in štirje policisti, poravnal zunajsodno za več kot 800.000 dolarjev.   Zvezni sodnik je leta 2015 razsodil, da Boykinsovi posnetki kršijo zvezni zakon o prisluškovanju.  Buttigieg je bil pod pritiskom političnih nasprotnikov, da objavi osem posnetkov, vendar je dejal, da sedmih od njih ni mogoče objaviti, pri čemer se je skliceval na zvezni zakon o prisluškovanju.   Ni bilo jasno, ali bi objava osmega posnetka kršila kakšne zakone.  Sodnik višjega sodišča okrožja St. Joseph, Steve Hostetler, je obravnaval primer za izdajo petih kaset.  Sodnik Hostetler je odločil, da je treba kasete izdati mestnemu svetu South Benda maja 2021. 
Kot župan je Buttigieg spodbujal številne razvojne in prenovitvene projekte.  Buttigieg je bil vodilna osebnost pri ustvarjanju nočnega laserskega prikaza vzdolž ulice St. v središču South Benda. Pot ob reki Joseph kot javna umetnost. Projekt je stal 700.000 dolarjev, ki so bili zbrani iz zasebnih sredstev.  Instalacija »River Lights« je bila odkrita maja 2015 v okviru praznovanja 150. obletnice mesta.  Prav tako je nadzoroval uvedbo sistema 3-1-1 v mestu leta 2013.   Buttigiegova administracija je nadzorovala prodajo številnih nepremičnin v mestni lasti.     Eden od Buttigiegovih značilnih programov je bila »Pobuda za prazne in zapuščene nepremičnine«. Lokalno znana kot 1000 nepremičnin v 1000 dneh, je bil to projekt za popravilo ali rušenje propadajočih nepremičnin po South Bendu.   Program je dosegel svoj cilj dva meseca pred predvidenim koncem novembra 2015.  Do dneva tisoč programa, pred koncem Buttigiegovega prvega mandata, je bilo skoraj 40 odstotkov ciljnih hiš popravljenih, 679 pa jih je bilo porušenih ali pa je bila za rušenje sklenjena pogodba.  Buttigieg je opazil dejstvo, da so bili porušeni številni domovi v skupnostih barvnih ljudi, kar je privedlo do zgodnjega nezaupanja med mestom in temi skupnostmi. 
Med županovanjem je Buttigieg sedem mesecev služil v Afganistanu kot poročnik v rezervi ameriške mornarice, v Združene države pa se je vrnil 23. septembra 2014.  V njegovi odsotnosti je funkcijo izvršnega direktorja od februarja 2014 do oktobra 2014, ko se je Buttigieg vrnil na mesto župana, opravljal podžupan Mark Neal, mestni kontrolor South Benda.   
Leta 2015, med polemiko glede zakona senata Indiane 101 – prvotna različica, ki je bila deležna številnih kritik zaradi dovoljevanja diskriminacije lezbijk, gejev, biseksualcev in transspolnih oseb –  Buttigieg se je izkazal za vodilnega nasprotnika zakonodaje. Med kampanjo za ponovno izvolitev je razkril svojo homoseksualnost in izrazil solidarnost s skupnostjo LGBTQ.  

#### Drugi mandat
Buttigieg je leta 2014 napovedal, da se bo leta 2015 potegoval za drugi mandat.  Na demokratskih primarnih volitvah je zmagal s približno 78 odstotki glasov in premagal mestnega svetnika iz drugega okrožja Henryja Davisa mlajšega.  Novembra 2015 je bil izvoljen za svoj drugi mandat za župana z več kot 80 odstotki glasov in premagal republikanca Kellyja Jonesa z razliko 8515 proti 2074 glasovom. 
V novi pobudi za reševanje prazne in zapuščene nepremičnine je South Bend sklenil partnerstvo s kliničnim pravnim centrom Notre Dame, da bi zagotovil brezplačno pravno pomoč upravičenim prosilcem, ki želijo pridobiti prazna zemljišča, in skupaj z lokalnimi neprofitnimi organizacijami popravil ali zgradil domove ter zagotovil pomoč pri lastništvu stanovanj osebam z nizkimi dohodki z uporabo sredstev stanovanjskega in urbanega razvoja South Benda.  
Mesto South Bend je leta 2016 sodelovalo z zvezno državo Indiana in zasebnimi razvijalci, da bi začeli gradnjo 165 milijonov dolarjev vredne prenove nekdanjega kompleksa Studebaker, v upanju, da bo prenova omogočila gradnjo industrijskih in stanovanjskih enot.  Ta projekt se nahaja v okrožju Renaissance, ki vključuje bližnji park Ignition.   Leta 2017 je bilo napovedano, da bo dolgo zapuščena stavba Studebaker Zunanjost stavbe št. 84, znane tudi kot Ivy Tower, bi bila prenovljena za 3,5 dolarja. milijon dolarjev sredstev za regionalna mesta iz zvezne države Indiana in dodatnih 3,5 milijona dolarjev milijon iz financiranja davčnega povečanja v South Bendu, z načrti, da bi stavba in druge strukture v njenem kompleksu služile kot tehnološko središče.  Spletna stran Best Cities je kasneje South Bend uvrstila na 39. mesto na svojem seznamu 100 najboljših majhnih mest v Združenih državah Amerike za leto 2020, pri čemer je navedla Buttigiegova prizadevanja za oživitev tovarne Studebaker in središča South Benda. 
Pod Buttigiegovim vodstvom je mesto začelo tudi program pametne kanalizacije, katerega prva faza je bila končana leta 2017 in je stala 150 dolarjev. milijon.  Prizadevanja so porabila zvezna sredstva  in do leta 2019 so zmanjšala skupno prelivanje kanalizacije za 75 odstotkov.  Spodbuda za prizadevanja je bila globa, ki jo je EPA leta 2011 naložila mestu zaradi kršitev Zakona o čisti vodi.  Leta 2019 je Buttigieg zahteval, da se mesto oprosti sporazuma z EPA, ki ga je sklenil njegov predhodnik na položaju župana Steve Lueckej, v katerem se je South Bend strinjal, da bo do leta 2031 vložil več sto milijonov dolarjev v nadaljnje izboljšave svojega kanalizacijskega sistema. 
Mestni svet je aprila 2019 odobril Buttigiegovo prošnjo, da se njegovi administraciji omogoči razvoj mestnega podnebnega načrta; Buttigieg je podpisal pogodbo s čikaškim podjetjem Delta Institute za pomoč pri njegovem razvoju.  Konec novembra 2019 je mestni svet z rezultatom 7 proti 0 odobril nastali načrt ogljično nevtralnosti 2050, s katerim si je zastavil cilj doseganja 26-odstotnega zmanjšanja emisij iz Pariškega sporazuma do leta 2025 in nadaljnjega 45-odstotnega zmanjšanja do leta 2035. 
Podpiranje zasebnega razvoja v South Bendu je bila še ena pobuda, ki jo je Buttigieg nadaljeval med svojim drugim mandatom.      Do leta 2019 je mesto prejelo 374 dolarjev milijone dolarjev zasebnih naložb v mešane razvojne projekte, odkar je Buttigieg nastopil funkcijo, je po eni oceni.   Po drugi strani pa je središče mesta South Bend zabeležilo približno 200 milijonov dolarjev naložb. milijon zasebnih naložb med Buttigiegovim mandatom. 
Kar zadeva infrastrukturo, je Buttigieg avgusta 2018 promoviral idejo o selitvi mestne postaje South Shore Line z mednarodnega letališča South Bend v središče mesta.  Zadal si je cilj, da bi mesto ta projekt dokončalo do leta 2025.  South Bend je leta 2019 tudi uvedel program Commuters Trust, nov program ugodnosti za prevoz, ki je bil ustvarjen v sodelovanju z lokalnimi delodajalci in ponudniki prevoza, vključno s South Bend Transpo in Lyft. Program je bil omogočen z donacijo v višini 1 USD. milijon dolarjev triletne subvencije iz programa Bloomberg Philanthropies Mayors Challenge.   Poleg tega je South Bend pod Buttigiegovim vodstvom investiral 50 milijonov dolarjev milijon v mestnih parkih, od katerih so bili mnogi v prejšnjih desetletjih zanemarjeni. Potem ko je junija 2019 beli policist iz South Benda ustrelil in ubil Afroameričana Erica Logana, je bil Buttigieg odmaknjen od svoje predsedniške kampanje, da bi se osredotočil na nastajajoče reakcije javnosti. Med Loganovo smrtjo policijske kamere niso bile vklopljene.  Kmalu po Loganovi smrti je Buttigieg predsedoval srečanju v mestni hiši, ki so se ga udeležili nezadovoljni aktivisti iz afroameriške skupnosti in sorodniki pokojnika. Lokalni policijski sindikat je Buttigiega obtožil, da se je odločal zaradi politične koristi.   Buttigieg je novembra 2019 zbral 180.000 dolarjev za naročilo pregleda politik in praks policijskega oddelka v South Bendu, ki ga bo izvedlo svetovalno podjetje 21CP Solutions s sedežem v Chicagu. 
Nekateri Afroameričani so Buttigiega obtožili rasizma zaradi njegovega odziva na ta in druge incidente. Nekdanji mestni svetnik South Benda, Henry Davis ml., je trdil, da je Buttigieg "ovekovljal in toleriral" sistemski rasizem v mestu. Michael Harriot, višji pisec pri The Root, je Buttigiega obtožil "rasističnega paternalizma", ker je dejal, da otrokom drugih ras manjkajo vzorniki, ki bi spodbujali vrednost izobrazbe. Mnogi Afroameričani opozarjajo tudi na Buttigiegovo odpustitev Darryla Boykinsa, prvega temnopoltega načelnika policije v South Bendu. Boykins je trdil, da je Buttigieg kot izgovor za svojo odpustitev uporabil škandal – v katerega so bili vpleteni tajni posnetki belih policistov, ki so dajali rasistične komentarje.   

### Večja nacionalna prepoznavnost
Na volitvah za ameriški senat leta 2016 v Indiani je vodil kampanjo v imenu demokratskega kandidata za senat Evana Bayha  in kritiziral Bayhovega nasprotnika Todda Younga, ker je leta 2010 izrazil podporo ohranitvi vojaškega pravila »ne sprašuj, ne povej«.  Na demokratskih predsedniških primarnih volitvah leta 2016 je Buttigieg podprl Hillary Clinton.  Prav tako je podprl demokratsko kandidatko Lynn Coleman na volitvah istega leta za 2. kongresno okrožje Indiane, ki je vključevalo South Bend. 
Frank Bruni iz časopisa The New York Times je leta 2016 objavil kolumno, v kateri je pohvalil Buttigiegovo delo kot župana, z naslovom, v katerem so ga spraševali, ali bi lahko bil "prvi gejevski predsednik".  Barack Obama ga je v profilu odhajajočega predsednika novembra 2016, ki ga je pripravil The New Yorker, omenil kot enega od talentov Demokratske stranke.  Ko je Buttigiegova nacionalna prepoznavnost rasla po njegovi kandidaturi na volitvah za predsednika Demokratskega nacionalnega odbora leta 2017, je Buttigieg povečal svoja potovanja izven mesta.  V začetku leta 2018 so se pojavila ugibanja, da bo Buttigieg leta 2020 kandidiral za guvernerja ali predsednika.  
Za vmesne volitve leta 2018 je Buttigieg ustanovil odbor za politično akcijo (PAC) Hitting Home PAC.  Oktobra istega leta je Buttigieg osebno podprl 21 kongresnih kandidatov.  Kasneje je podprl tudi Mela Halla, demokratskega kandidata na volitvah leta 2018 za 2. kongresno okrožje Indiane.  Buttigieg je vodil kampanjo za ponovno izvolitev Joeja Donnellyja na senatnih volitvah Združenih držav Amerike v Indiani.  Buttigieg je vodil kampanjo za kandidate v več kot ducat državah, vključno z državami, ki so se udeležile zgodnjih predsedniških primarnih volitev, kot sta Iowa in Južna Karolina, kar kaže na potencialno zanimanje za kandidaturo za predsednika.  Svojo kandidaturo je uradno napovedal 23. januarja 2019. 

#### Nasledstvo kot župan
Buttigieg je decembra 2018 napovedal, da se ne bo potegoval za tretji mandat za župana South Benda.  Buttigieg je na županskih volitvah leta 2019 podprl Jamesa Muellerja.   Mueller je bil Buttigiegov sošolec iz srednje šole in njegov županski vodja kabineta, kasneje pa izvršni direktor oddelka za skupnostne naložbe South Benda.  Muellerjeva kampanja je obljubljala nadaljevanje napredka, ki je bil dosežen pod Buttigiegovim županovanjem.  Buttigieg se je pojavil v Muellerjevih volilnih oglasih in doniral Muellerjevi kampanji.  Mueller je maja 2019 zmagal na demokratskih primarnih volitvah s 37 odstotki glasov v natrpani konkurenci.    Na splošnih volitvah novembra 2019 je Mueller premagal republikanskega kandidata Seana M. Haasa s 63 odstotki glasov.   Mueller je funkcijo nastopil na novoletni dan leta 2020. 

### Kampanja za predsedovanje DNC
Januarja 2017 je Buttigieg napovedal svojo kandidaturo za predsednika Demokratskega nacionalnega odbora (DNC) na predsedniških volitvah leta 2017.  V tekmi za predsedniški položaj si je ustvaril nacionalni profil kot vzhajajoči temni konj s podporo nekdanjega predsednika DNC Howarda Deana, nekdanjega guvernerja Marylanda Martina O'Malleyja, senatorja Indiane Joeja Donnellyja in senatorke Severne Dakote Heidi Heitkamp.   Buttigieg se je v kampanji zavzemal za potrebo, da Demokratska stranka opolnomoči svoje milenijce.  Buttigieg je obljubil, da bo odstopil z mesta župana, če bo izvoljen za predsednika DNC. 
Nekdanji ameriški minister za delo Tom Perez in ameriški predstavnik Keith Ellison sta se hitro izkazala za favorita večine članov DNC. Buttigieg se je na dan volitev umaknil iz tekme, ne da bi podprl nobenega kandidata, Perez pa je bil po dveh krogih glasovanja izvoljen za predsednika. 

### Predsedniška kampanja 2020
23. januarja 2019 je Buttigieg napovedal, da bo ustanovil raziskovalni odbor za kandidaturo za predsednika Združenih držav Amerike na prihajajočih volitvah leta 2020.  Buttigieg si je prizadeval za nominacijo Demokratske stranke za predsednika.   Če bi bil izvoljen, bi bil najmlajši in prvi odkrito gejevski ameriški predsednik.  Sredi začetka Buttigiegovih predsedniških prizadevanj je 12. februarja 2019 objavil svojo prvenec, avtobiografijo Najkrajša pot domov.  Dva meseca pozneje je Buttigieg 14. aprila 2019 v South Bendu uradno začel svojo kampanjo.  
Buttigieg se je opisal kot progresivca in podpornika demokratičnega kapitalizma.  Zgodovinar David Mislin Buttigiega opredeljuje kot pragmatičnega progresivca v tradiciji gibanja socialnega evangelija, ki je bilo nekoč močno na Srednjem zahodu. 
Buttigieg, ki je sprva veljal za kandidata z malo verjetnostjo,    se je do decembra 2019 povzpel na vrh lestvice kandidatov na primarnih volitvah.  V začetku februarja 2020 je Buttigieg vodil na demokratskih volitvah v Iowi leta 2020 z 26,2 odstotka glasov v primerjavi z 26,1 odstotka, ki jih je prejel Bernie Sanders, in osvojil 14 delegatov v primerjavi z 12, ki jih je prejel Sanders.   Sklad za zmago LGBTQ, Buttigiegova prva nacionalna podpora,  je zabeležil zgodovinsko prvo zmago odkrito gejevskega kandidata na državnih predsedniških primarnih volitvah.  Buttigieg je na primarnih volitvah v New Hampshiru končal na drugem mestu za Sandersom.  Potem ko je na primarnih volitvah v Južni Karolini zasedel četrto mesto z 8,2 odstotka glasov, za Joejem Bidnom (48,7 odstotka), Berniejem Sandersom (19,8 odstotka) in Tomom Steyerjem (11,3 odstotka), je Buttigieg 1. marca 2020 odstopil od tekme in podprl Bidna.  
Študija politologov z univerze Loyola Marymount iz leta 2023 je poročala o tem, kako so različni vidiki Buttigiegove biografije vplivali na mnenja volivcev o njegovi izvolitvi za predsednika ZDA. Avtorji so zaključili, da je »njegova vojaška preteklost ... uspešno preprečila diskriminacijo volivcev, kar kaže na to, da bi nekateri gejevski kandidati lahko odpravili vrzel, ko bi volivci izvedeli več o njihovi zgodbi.« 

### Postpredsedniška kampanja
Aprila 2020 je Buttigieg ustanovil Win The Era PAC, nov super PAC za zbiranje denarja in njegovo razdeljevanje demokratom, ki so prejeli manj glasov.  8. junija 2020 je Univerza Notre Dame objavila, da je za študijsko leto 2020–21 zaposlila Buttigiega kot učitelja in raziskovalca.  Oktobra 2020 je Buttigieg izdal tudi svojo drugo knjigo, Trust: America's Best Chance. 
Buttigieg je na splošnih volitvah deloval kot nadomestek za Bidenovo kampanjo.   Na sklepni večer Demokratske nacionalne konvencije leta 2020 je imel govor,  med poimenovanjem na konvenciji pa je tudi oznanil glasove Indiane.  5. septembra 2020 je bilo objavljeno, da bo Buttigieg član svetovalnega sveta prehodne skupine Biden-Harris, ki je načrtovala predsedniški prehod Joeja Bidna.   Pred podpredsedniško razpravo je Buttigieg igral vlogo namestnika republikanskega podpredsednika Mika Pencea, da bi pripravil kandidatko za podpredsednico Kamalo Harris. Buttigieg je bil za to vlogo izbran zaradi svojih izkušenj z delom s Penceom med njunim sočasnim mandatom župana South Benda oziroma guvernerja Indiane. 

### Minister za promet (2021–2025)

#### Nominacija in potrditev
Po koncu predsedniške kampanje je bil Buttigieg obravnavan kot morebiten kandidat za kabinet v administraciji Joeja Bidna.   Potem ko je bil Biden 7. novembra 2020 razglašen za zmagovalca volitev, je bil Buttigieg ponovno omenjen kot morebitni kandidat za ministra za vzadeve veteranov, veleposlanika pri Združenih narodih, veleposlanika na Kitajskem ali ministra za promet.  Biden je 15. decembra 2020 napovedal, da bo Buttigiega nominiral za svojega ministra za promet.    Senatna komisija za trgovino je Buttigiegovo nominacijo predlagala celotnemu senatu z 21 glasovi za in 3 proti.  Buttigieg je bil potrjen 2. februarja 2021 z 86 glasovi za in 13 proti,  naslednje jutro pa je prisegel. 

#### Delo kot minister
Kot minister za promet je Buttigieg delal na reorganizaciji notranje politične strukture ministrstva, vključno z izvedbo temeljitega postopka pregleda pravil, sprejetih pod Trumpovo administracijo.   Buttigieg je na primer 19. maja 2021 ponovno uvedel pilotni program iz Obamove dobe, ki zagotavlja lokalno zaposlovanje za projekte javnih del, s ciljem pomagati manjšinam in prikrajšanim posameznikom. Ta program je bil leta 2017 med Trumpovo administracijo preklican, ko se je ministrstvo za promet vrnilo k pravilom, določenim med Reaganovo administracijo, ki so prepovedovala geografsko pogojene zaposlitvene preference. 
Buttigieg je konec februarja 2021 nagovoril Združenje afroameriških županov, da bi razpravljal o sistemskem rasizmu. Trdil je, da so napačne naložbe v zvezno prometno in infrastrukturno politiko prispevale k rasni neenakosti.  V začetku marca 2021 je Politico opozoril, da je Buttigieg v skoraj vsakem intervjuju za medije omenil rasno enakost v zvezi z njegovim delom na ministrstvu.  Konec junija 2022 je Buttigieg začel pilotni program Reconnecting Communities v vrednosti milijarde dolarjev za vzpostavitev rasne enakosti na cestah.  Program, ki uporablja denar iz Zakona o naložbah v infrastrukturo in delovnih mestih, želi ponovno povezati mesta in soseske, ki jih delijo ceste, s projekti, kot so hitre avtobusne linije, pešpoti in načrtovalske študije. Po rojstvu dvojčkov leta 2021 je Buttigieg vzel starševski dopust. To je postalo predmet ostrih kritik in posmeha s strani konservativnih in republikanskih osebnosti. Nekateri politični analitiki so opazili homofobne tone v napadih na Buttigiegovo odločitev, da vzame starševski dopust.  Potem ko so ga konservativci kritizirali zaradi očetovskega dopusta, je Buttigieg izjavil, da se ne bo opravičil za "skrb za moja nedonošenčka dvojčka. Delo, ki ga opravljamo, je veselo, izpolnjujoče, čudovito delo."  Po navedbah njegovega ministrstva je bil Buttigieg na plačanem dopustu od sredine avgusta 2021, kjer je bil en mesec "večinoma nedolžen, razen pri pomembnih agencijskih odločitvah in zadevah, ki jih ni bilo mogoče prenesti", in "od takrat povečuje svoje dejavnosti", pri čemer se je v začetku oktobra 2021 večkrat pojavil v medijih.  Bela hiša je odobrila Buttigiegov dopust. 
Po sprejetju Zakona o naložbah v infrastrukturo in delovnih mestih je Insider Buttigiega označil za "najmočnejšega ministra za promet doslej", saj ima ministrstvo zdaj na voljo 210 milijard dolarjev diskrecijskih nepovratnih sredstev. 
Predsednik Biden ga je imenoval v Svet Bele hiše za konkurenco, ki je usklajeval politike za spodbujanje gospodarske konkurence. 

#### Letalstvo
Po resnih težavah, ki so se leta 2022 pojavile v potniškem letalstvu Združenih držav Amerike, kot je bil na primer propad počitniške družbe Southwest Airlines, se je Buttigieg soočil s kritikami, ker ni sprejel dovolj ukrepov za kaznovanje malomarnih letalskih družb.  Buttigieg je nato ministrstvu za promet naročil, naj obravnava monopolizacijo in pravice potrošnikov v panogi.  Predsednik Biden in minister Buttigieg sta vzpostavila flightrights.gov, nadzorno ploščo za pomoč strankam letalskih prevoznikov, ki stranke obvešča o odškodnini, do katere so upravičene po odpovedi ali zamudi letov.  Na ministrstvu je ustanovil tudi položaj glavnega uradnika za konkurenco. Marca 2023 je Buttigieg nasprotoval predlagani združitvi Spirit Airlines in Frontier Airlines kot protikonkurenčni. 
Decembra 2023 je Ministrstvo za promet letalski družbi Southwest Airlines naložilo rekordno globo v višini 140 milijonov dolarjev zaradi množičnih kršitev zakonov o varstvu potrošnikov leta 2022, ko je družba odpovedala lete in pustila več kot 2 milijona potnikov na cedilu.  30. oktobra 2024 je Buttigieg sporočil, da je začelo veljati pravilo, ki od letalskih družb zahteva, da samodejno povrnejo denar potnikom, katerih leti so odpovedani in ne sprejmejo drugega leta, pa tudi če niso opravljene plačane storitve. 
Buttigieg podpira zakon o preprečevanju neželenih stroškov (Junk Fee Prevention Act). Če bi bil sprejet na zvezni ravni, bi znižal stroške, povezane s porabo denarja za nekatere oblike zabave, hotelske sobe, storitve, povezane z letališči, in potovanja. 

#### Infrastruktura
Buttigieg je konec marca 2021 obvestil kongres, da namerava Bidenova administracija dati prednost gradnji projekta predora Gateway Rail zaradi njegovega gospodarskega pomena.  Napredek projekta, ki ga je predsednik Trump ustavil,  naj bi se po besedah vodje senatne večine Chucka Schumerja pospešil. Buttigieg je napovedal oceno vplivov projekta na okolje, kar je bilo v veliki meri razumljeno kot znak velikega napredka pri projektu.  Buttigieg je bil tudi promotor ameriškega načrta za delovna mesta  in zakona o naložbah v infrastrukturo in delovnih mestih. 

#### Drugi ukrepi
Na začetku svojega mandata je Buttigieg opozoril, da so ukrepi Združenih držav Amerike na področju varnosti v cestnem prometu pomanjkljivi, in predlagal izboljšanje zasnove cest. Čeprav je priznal, da Združene države Amerike zaostajajo za drugimi razvitimi državami glede varnosti kolesarjev in pešcev, je Buttigieg spodbudil večji poudarek na človeškem vedenju v infrastrukturni politiki.   Prav tako je Buttigieg marca 2021 nakazal, da je odprt za cestninjenje na avtocesti Interstate 80, ne pa za cestninjenje mostov, in namesto tega predlagal "rešitve širšega spektra", kot je davek na prevožene kilometre.   Vendar Bidenova administracija v infrastrukturni načrt, ki ga je objavila tisti mesec, ni vključila davka na gorivo ali davka na prevožene kilometre. 

Junija 2021 je Bela hiša ustanovila delovno skupino za reševanje motenj v dobavni verigi, Buttigieg pa je bil eden od njenih vodij.  Do oktobra 2021 so globalna ozka grla v dobavni verigi povzročila rekordno pomanjkanje gospodinjskih izdelkov za ameriške potrošnike. Buttigieg je kot vzroka za motnje navedel veliko povpraševanje in pandemijo, hkrati pa napovedal, da se bodo motnje "nadaljevale tudi v naslednjem letu".  
3. februarja 2023 je East Palestini v Ohiu iztiril tovorni vlak, ki je prevažal vinilklorid, butil akrilat, etilheksil akrilat in etilen glikol monobutyl eter. Na zahtevo državnih uradnikov so reševalne ekipe izvedle nadzorovano sežiganje razlitja, pri čemer sta se v zrak sprostila vodikov klorid in fosgen. Posledično so bili evakuirani prebivalci v radiju 1,6 km. Buttigieg je 13. februarja tvitnil, da bo ministrstvo "uporabilo vse ustrezne organe, da bi zagotovilo odgovornost in še naprej podpiralo varnost".  NTSB je 23. februarja 2023 objavil predhodno poročilo, v katerem je navedeno, da so se kolesni ležaji pregreli, temperature pa so dosegle 253 °F (141 °C) stopinj Celzija. nad temperaturo okolice.  V tednih po iztirjenju se prometni oddelek pod vodstvom Buttigiega ni umaknil k ponovni uvedbi pravila o varnosti v železniškem prometu iz leta 2015, katerega cilj je bil razširiti uporabo boljše zavorne tehnologije, ki ga je Trumpova administracija preklicala. Buttigiegov prometni oddelek je razmišljal o še večji omilitvi pravil o varnosti pri zaviranju.  Buttigieg se je zaradi svojega odziva na iztirjenje soočil s kritikami osebnosti z različnih koncev političnega spektra, tako s strani demokratov, kot sta Nina Turner in Ilhan Omar, kot tudi republikancev, kot sta JD Vance in Anna Paulina Luna.  Tudi nekdanji predsednik Donald Trump je kritiziral Buttigiega, ker med svojim obiskom še ni obiskal kraja nesreče.  Marca 2023 se je Buttigieg pojavil na CNN in za kabelsko televizijo povedal, da ni predvidel posledic iztirjenja in da je storil napako, ker ni prej obiskal vzhodne Palestine.  

### Kariera po državnem sekretarju (2025–danes)
Januarja 2025 so se pojavila poročila v medijih, da Buttigieg razmišlja o kandidaturi za ameriški senat v Michiganu, potem ko se je ameriški senator Gary Peters kot pričakovano  upokojil.  Pred tem je izrazil zanimanje za kandidaturo na volitvah za guvernerja države, kjer bi nadomestil dosedanjo guvernerko Gretchen Whitmer, ki je imela omejen mandat. 
Od februarja do aprila 2025 je Buttigieg deloval kot sodelavec na Inštitutu za politiko Univerze v Chicagu, kjer je vsak teden na kampusu vodil seminar. 
Marca 2025 se je Buttigieg odločil, da leta 2026 ne bo kandidiral za ameriški senat v Michiganu, viri pa pravijo, da namesto tega razmišlja o kandidaturi za predsednika leta 2028. 

### Politična stališča

#### Infrastruktura
Med svojo kampanjo za demokratsko nominacijo leta 2020 je Buttigieg predlagal porabo 1 dolarja bilijonov dolarjev za ameriške infrastrukturne projekte v naslednjih desetih letih, pri čemer se ocenjuje, da bo načrt ustvaril vsaj šest milijonov delovnih mest. Načrt se je osredotočal na zeleno energijo, zaščito vodovodne vode pred svincem, popravilo cest in mostov, izboljšanje javnega prevoza, popravilo šol, zagotavljanje dostopa do širokopasovnega interneta in pripravo skupnosti na poplave in druge naravne nesreče.   

#### Socialne teme
Buttigieg podpira pravico do splava   in razveljavitev Hydeovega amandmaja, ki blokira zvezno financiranje storitev splava, razen v primerih posilstva, incesta ali če je ogroženo življenje matere.  Zavzema se za spremembo zakonodaje o državljanskih pravicah, vključno z zveznim zakonom o enakosti, da bi LGBT Američani prejeli zvezno zaščito pred diskriminacijo. 
Buttigieg podpira širjenje možnosti za služenje vojaškega roka, vključno s prostovoljnim letom služenja vojaškega roka za tiste, ki dopolnijo 18 let.   
Julija 2019 je Buttigieg predstavil svoj "Douglassov načrt", poimenovan po abolicionistu Fredericku Douglassu, za reševanje sistemskega rasizma v Ameriki.  Pobuda bi namenila 10 dolarjev milijarda dolarjev za afroameriško podjetništvo v petih letih; nepovratna sredstva v višini 25 dolarjev milijardo za zgodovinsko črnske fakultete ; legalizacijo marihuane; izbris obsodb zaradi drog; prepolovitev števila zveznih zapornikov; in predlog novega zveznega zakona o volilnih pravicah, namenjenega povečanju dostopa do glasovanja.  
Buttigieg podpira odpravo smrtne kazni , prizadevanja za razveljavitev kazenskih obsodb za manjša kazniva dejanja, povezana z drogami  in odpravo zapornih kazni za kazniva dejanja posedovanja drog  . 
Leta 2019 je Buttigieg pozval Združene države k dekriminalizaciji duševnih bolezni in odvisnosti s pobudami, kot so programi za vključevanje odpuščenih zapornikov.  Prav tako si je v svojem prvem mandatu kot predsednik Združenih držav Amerike prizadeval za 75-odstotno zmanjšanje stopnje zapornih kazni zaradi duševnih bolezni ali zlorabe substanc.  

#### Podnebne spremembe
Med svojo kampanjo za demokratsko predsedniško nominacijo je Buttigieg izjavil, da bo v primeru izvolitve obnovil zavezanost Združenih držav Pariškemu podnebnemu sporazumu in podvojil njihovo zavezo Zelenemu podnebnemu skladu. Podpira tudi Zeleni novi dogovor, ki ga predlagajo demokrati v predstavniškem domu,   subvencije za sončne celice ter politiko davka na ogljik in dividend za zmanjšanje emisij toplogrednih plinov.  

#### Ekonomska prepričanja
Buttigieg se identificira kot demokratični kapitalist Razmišljal je o možnosti protimonopolnih ukrepov proti velikim tehnološkim podjetjem zaradi pomislekov glede zasebnosti in varnosti podatkov.  Med demokratskimi primarnimi volitvami je podpiral zmanjšanje primanjkljaja in dolga, saj je trdil, da velik dolg otežuje vlaganje v infrastrukturo, zdravje in varnost. 

#### Izobraževanje
Buttigiegov izobraževalni načrt vključuje naložbo v višini 700 milijard dolarjev v univerzalno celodnevno varstvo otrok in predšolsko varstvo za vse otroke od dojenčka do petega leta starosti.  Buttigieg je predlagal tudi potrojitev financiranja iz naslova I za šole, ki poučujejo predvsem učence iz nižjih socialno-ekonomskih okolij.  Drugi cilji vključujejo podvojitev števila novih učiteljev temnopoltih v naslednjih 10 letih; odpravo segregacije v šolah s skladom v višini 500 milijonov dolarjev; višje plače učiteljem; širitev storitev duševnega zdravja v šolah; ter ustvarjanje več programov po pouku in možnosti za poletno učenje. 
Njegov načrt za fakulteto brez dolgov je zahteval razširitev Pell Grantov za študente z nizkimi dohodki, pa tudi druge naložbe in razveljavitev Trumpovih davčnih olajšav za bogate.  V skladu z Buttigiegovim načrtom za fakulteto bi spodnjih 80 odstotkov študentov glede na dohodek prejelo brezplačno izobraževanje, zgornjih 20 odstotkov pa bi plačalo vsaj del šolnine.  Buttigieg je nasprotoval brezplačni šolnini za vse študente, ker je menil, da univerzalno brezplačna šolnina nepravično subvencionira družine z višjimi dohodki na račun posameznikov z nižjimi dohodki, ki ne obiskujejo fakultete.  To stališče je Buttigiega ločilo od njegovih tekmecev na predsedniških volitvah leta 2020. 

#### Zunanja politika
Buttigieg je pozval k spremembi strukture obrambnih izdatkov,  hkrati pa namignil, da bi morda podprl splošno povečanje obrambnih izdatkov. 
Buttigieg je dejal, da verjame, da je bila ameriška invazija na Afganistan leta 2001 po napadih 11. septembra upravičena  vendar je podprl načrtovani umik ameriških čet iz regije z ohranitvijo obveščevalne prisotnosti.  Je odločen podpornik Izraela,   podpira rešitev izraelsko-palestinskega konflikta z dvema državama,   nasprotuje predlogom, da bi Izrael priključil Zahodni breg , ki ga zaseda Izrael,  in ne odobrava komentarjev izraelskega premierja Benjamina Netanjahuja v podporo uporabi izraelske zakonodaje v judovskih naseljih na Zahodnem bregu. 
Leta 2008 je Buttigieg v časopisu The New York Times napisal kolumno, v kateri je Združene države pozval k podpori de facto neodvisne republike Somaliland. 
Junija 2019 je Buttigieg dejal: »Še naprej bomo odprti za sodelovanje z režimom, kot je Kraljevina Saudova Arabija, v korist ameriškega ljudstva. Vendar ne moremo več prodajati svojih najglobljih vrednot zaradi dostopa do fosilnih goriv in donosnih poslovnih dogovorov.«  Podpira konec ameriške podpore Saudovi Arabiji v vojni Saudove Arabije v Jemnu. 
Buttigieg je obsodil Kitajsko zaradi množičnega pridržanja etničnih Ujgurov v Xinjiangu.  Kritiziral je Trumpovo odločitev o umiku ameriških vojakov iz Sirije, kar je po mnenju kritikov dalo Turčiji zeleno luč za začetek vojaške ofenzive proti sirskim Kurdom. 

#### Zdravstveno varstvo
Buttigieg je nasprotoval prizadevanjem republikancev, da razveljavijo Zakon o varstvu pacientov in dostopni zdravstveni oskrbi. 
Leta 2018 je Buttigieg dejal, da podpira program Medicare za vse.  Med svojo predsedniško kampanjo je Buttigieg promoviral program Medicare za vse, ki si ga želijo, ki vključuje javno možnost zdravstvenega zavarovanja.    Pozitivno je govoril o sistemu vseh plačnikov v Marylandu.  Buttigieg je program Medicare za vse, ki si ga želijo, opisal kot vključujoč, učinkovitejši od sedanjega sistema in morebitnega predhodnika ali "postopnega prehoda" do zdravstvenega zavarovanja z enim plačnikom.   Prav tako podpira delno širitev programa Medicare, ki bi Američanom, starim od 50 do 64 let, omogočila, da se vključijo v program Medicare, in podpira predlagano zakonodajo, Zakon o dopustu za družinsko in zdravstveno zavarovanje, ki bi "ustvaril sklad, ki bi delavcem zagotavljal do 12 tednov delnega dohodka za oskrbo novorojenčkov ali družinskih članov s hudimi boleznimi." 
Avgusta 2019 je Buttigieg izdal 300 dolarjev vreden milijardni načrt za širitev storitev duševnega zdravja in boj proti odvisnosti.  

#### Priseljevanje
Buttigieg podpira program odloga ukrepov za prihod otrok (DACA) in je večkrat kritiziral agresivno politiko deportacije prve Trumpove administracije. Marca 2017 je za HuffPost napisal članek, v katerem je branil prebivalca Grangerja v Indiani, ki je bil deportiran po 17 letih bivanja v ZDA, kljub rednemu preverjanju pri ICE in prijavi za zeleno karto. 
Januarja 2019 je Buttigieg za CBS News povedal, da je bil Trump "nepremišljen", ko je poslal ameriške čete na južno mejo, in odločitev označil za "zadnji ukrep". 

## Osebno življenje
Buttigieg je kristjan  . Dejal je, da je nvera močno vplivala na njegovo življenje.    Krščen je bil v katoliški cerkvi in obiskoval katoliške šole.  Med študijem na Univerzi v Oxfordu je Buttigieg obiskoval katedralo Christ Church in dejal, da se je ob vrnitvi v South Bend počutil "bolj ali manj anglikanskega ".  Med njegovimi verskimi vplivi so Avguštin iz Hipona, katoliški duhovnik James Martin in Garry Wills .  Buttigieg je bil član episkopalne cerkve in je obiskoval katedralo sv. Jakoba, medtem ko je živel v South Bendu. 
Poleg materne angleščine Buttigieg zna tudi norveščino, španščino, italijanščino, malteščino, arabščino, dari, perzijščino in francoščino .   Buttigieg igra kitaro in klavir,   leta 2013 pa je nastopil s simfoničnim orkestrom South Bend kot gostujoči klavirski solist z Benom Foldsom .   Buttigieg je bil leta 2014 Rodelov štipendist inštituta Aspen . 
Buttigieg je junija 2015 v članku v časopisu South Bend Tribune razkril svojo homoseksualnost  in s tem postal prvi odkrito gejevski izvoljeni izvršni direktor v Indiani.    Bil je prvi izvoljeni funkcionar v Indiani, ki se je razkril med svojim mandatom  in najvišji izvoljeni funkcionar v Indiani, ki je prišel na dan s svojo homoseksualnostjo 
Buttigieg je svojo zaroko s Chasten Glezman, učiteljem v nižji srednji šoli, oznanil v objavi na Facebooku 14. decembra 2017.   Bila sta par od avgusta 2015 dalje, potem ko sta se spoznala na aplikaciji za zmenke Hinge .   Poročila sta se 16. junija 2018 na zasebni slovesnosti v katedrali sv. James.   S tem je Buttigieg postal prvi župan South Benda, ki se je poročil med svojim mandatom.  Chasten uporablja priimek Buttigieg. Buttigieg je 17. avgusta 2021 sporočil, da sta z možem postala starša.   4. septembra 2021 je podrobneje pojasnil, da sta posvojila dva novorojena dvojajčna dvojčka .   
Julija 2022 se je Buttigieg naselil v Traverse Cityju v Michiganu,   ki je Chastenov domači kraj,  in se registriral za glasovanje v Michiganu.  

### Nagrade in priznanja
Buttigieg je leta 2015 prejel nagrado Fenn, ki jo podeljuje predsedniška knjižnica Johna F. Kennedyja v priznanje za njegovo delo kot župana.  Ob 50. obletnici nemirov v Stonewallu junija 2019 ga je Queerty imenoval za eno od svojih oseb "Pride50" – "pionirskih posameznikov, ki aktivno zagotavljajo, da se družba še naprej giblje proti enakosti, sprejemanju in dostojanstvu za vse queer osebe".  Na podelitvi nagrad Golden Heart Awards, ki jo organizira God's Love We Deliver, je Buttigieg oktobra 2019 prejel nagrado "Golden Heart Award for Outstanding Leadership and Public Service"  Organizacija za pravice LGBT Equality California je Buttigiegu in njegovemu možu Chastenu avgusta 2020 podelila nagrado Equality Trailblazer Award.  Britanska revija o gejevskem življenjskem slogu Attitude je Buttigiega imenovala za osebnost leta 2020 v priznanje njegove prelomne kandidature za predsednika.  Avgusta 2024 je Buttgiega sklad LGBTQ Victory Fund sprejel v Dvorano slavnih politike LGBTQ+.  